# Амр ибн Култум
Амр ибн Култум Ибн Малик Ибн А`таб Абу Ел Асвад ел Таглиби (арап. عمرو بن كلثوم‎‎) (умро 584.), је био ратник и вођа племена Таглиб које се налазило на острву Ел Форат и био је познат по својој слави, храбрости и немилосрдном понашаљу током борби. Арапи су у прошлим временима имали обичај да у знак сећања на Таглиб кажу"Арапи су се спремали да истребе Таглиб, да се није појавио ислам".

## Таглиби
Велики Басус рат, који су између себе водили Таглиби и Бакри, трајао је око четрдесет година, све док лахмидски краљ Ал-Хире, Амр III ибн ел Мундир, позвао их је да се међусобно помире под условом да нека од њихове деце буду послата код њега као таоци.
Краљ Хире је једног дана рекао својим пијаним претиоцима, "Да ли познајете некога међу Арапима чија мајка одбија да служи мојој мајци? Они су одговорили: "Да, Амр ибн Култум." Краљ упита: "Зашто је то тако?" Његови сапутници му одговорише: "Зато што је њен отац је Ел Мухалел бин Раби'ах, њен ујак је Колаиб престижна арабљанин, њен супруг је Култум ибн Малик ибн Етаб невероватни витез међу Арапима и њен син је шеф његовог клана Амр ибн Култум. "
Након тога краљ је послао по Амр Ибн Култума и позивао га да га посети заједно са својом мајком Лаилом. Култум је прихватио краљев позив и посетио га заједно са својим пратиоцима и својом мајком. Након што су стигли и док је Лаила сдела, мајка краља (тетка Имру 'ел-Кајса) Хинд ју је замолила да прође кроз палату, на шта јоје Лаила одговорила: "нека онај ко је у невољи иде у њу " и када Хинд инсистирала Лаила је викавши рекла: "Какво понижење"!
Њен син је чувши то био је толико дубоко пометен због увреде која му је била нанета да је узео свој мач и одсекао главу краљу Ал-Хире и погубио преостале стражаре.

## Ода
У његовој оди, првих осам стихова су из винских песама који су можда додате касније, али који одговарју песму веома добро. Наредни тематски део приповеда одлазаку његова жене на својој носиљци (на столици која се налази на леђима камиле како би заштитила жене од погледа странаца, прашине и сунца), и његову радост током мачевања. На крају се бави са неколико врста туге - камиле за својом младошћу, мајке за синовима, одласка вољене особе и туге коју доноси судбина. У овом делу своје оде он покрива филозофију неизвесности живота и судбине. Затим, он говори о деди своје жртве - Амр б. Кошуту (деди лахмидског краља кога је убио) - и разматра арапске идеале и поново брани своју мајку. Он ту такође хвали и своје претке.
А почетак његове оде гласи:
| أَلاَ هُبِّي بِصَحْنِكِ فَاصْبَحِيْنَـا وَلاَ تُبْقِي خُمُـوْرَ الأَنْدَرِيْنَـا مُشَعْشَعَةً كَأَنَّ الحُصَّ فِيْهَـا إِذَا مَا المَاءَ خَالَطَهَا سَخِيْنَـاتَجُوْرُ بِذِي اللَّبَانَةِ عَنْ هَـوَاهُ إِذَا مَا ذَاقَهَـا حَتَّـى يَلِيْنَـاتَرَى اللَّحِزَ الشَّحِيْحَ إِذَا أُمِرَّتْ عَلَيْـهِ لِمَـالِهِ فِيْهَـا مُهِيْنَـاصَبَنْتِ الكَأْسَ عَنَّا أُمَّ عَمْـرٍوَ كَانَ الكَأْسُ مَجْرَاهَا اليَمِيْنَـا وَمَا شَـرُّ الثَّـلاَثَةِ أُمَّ عَمْـرٍو بِصَاحِبِكِ الذِي لاَ تَصْبَحِيْنَـاوَكَأْسٍ قَدْ شَـرِبْتُ بِبَعْلَبَـكٍّ وَأُخْرَى فِي دِمَشْقَ وَقَاصرِيْنَـاوَإِنَّا سَـوْفَ تُدْرِكُنَا المَنَـايَا مُقَـدَّرَةً لَنَـا وَمُقَـدِّرِيْنَـا | Ах девојко!Горе са луком!Насликај нам нашу зору И немој трошити вина Ел Адарина, Јарко пенушаво, као да је шафран био у њима Кад год је кувана вода помешана са њима, Да заиграмо ватрено жудећи за његовом страшћу Када их је он пробао за време ране зрелости; Видиш ли шкртог тврдицу, када га је чаша прошла, Одједном држи своју вредну имовину уз подсмех. О Ум Амр, ти си ускратио чашу за нас- Од доброг до доброг је требало да бежиш- Па ипак твој пријатељ, кога пориче насликана-зора, О Ум 'Амр, није најгори трио, И чашу вина сам попио у Балбеку; И другу (чашу вина) у Дамаску и Касерину И извесно ће нас судбина стићи Предодређена за нас, као што смо ми предодређени за њу. |
| | |

## Радови
Самао четири песме овог песника су у потпуности сачуване:
- ALA HOBEY BESAHNEK FASBAHINA (Мулака )  Архивирано на веб-сајту  (8. јун 2017)
- AAGMA` SOHBATY  Архивирано на веб-сајту  (2. децембар 2016)
- ALA MIN MOBALGHA  Архивирано на веб-сајту  (2. децембар 2016)
- EN NASRKOM GHADA  Архивирано на веб-сајту  (2. децембар 2016)